# Eta Aquarii
Eta Aquarii (62 Aquarii) é uma estrela na direção da constelação de Aquarius. Possui uma ascensão reta de 22h 35m 21.33s e uma declinação de −00° 07′ 02.5″. Sua magnitude aparente é igual a 4.04. Considerando sua distância de 183 anos-luz em relação à Terra, sua magnitude absoluta é igual a 0.29. Pertence à classe espectral B9IV-Vn.